# Cynopotamus
Cynopotamus es un género de peces de la familia Characidae en el orden de los Characiformes.

## Especies
Hay 12 especies en este género:
- Cynopotamus amazonum (Günther, 1868)
- Cynopotamus argenteus (Valenciennes, 1836)
- Cynopotamus atratoensis (C. H. Eigenmann, 1907)
- Cynopotamus bipunctatus Pellegrin, 1909
- Cynopotamus essequibensis C. H. Eigenmann, 1912
- Cynopotamus gouldingi Menezes, 1987
- Cynopotamus juruenae Menezes, 1987
- Cynopotamus kincaidi (L. P. Schultz, 1950)
- Cynopotamus magdalenae (Steindachner, 1879)
- Cynopotamus tocantinensis Menezes, 1987
- Cynopotamus venezuelae (L. P. Schultz, 1944)
- Cynopotamus xinguano Menezes, 2007